# Wills Sainte Claire Motor Company

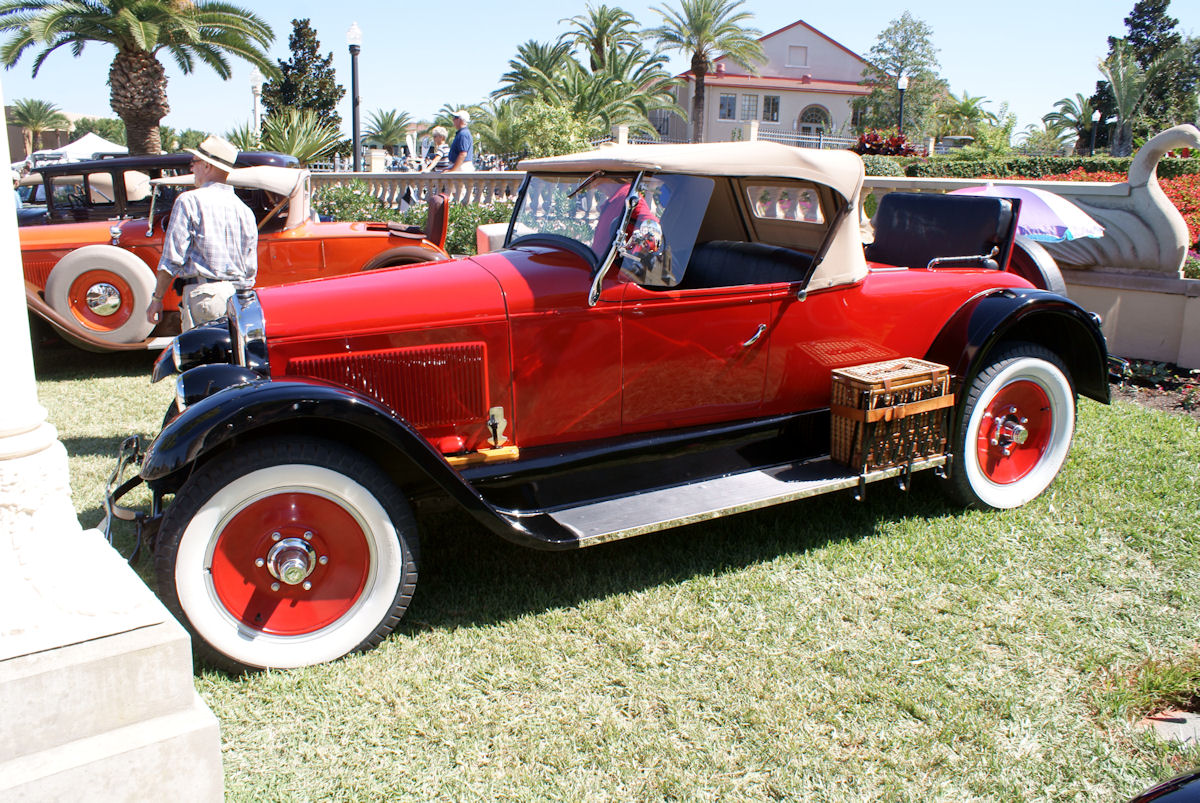
Wills Sainte Claire von 1921 als Roadster...

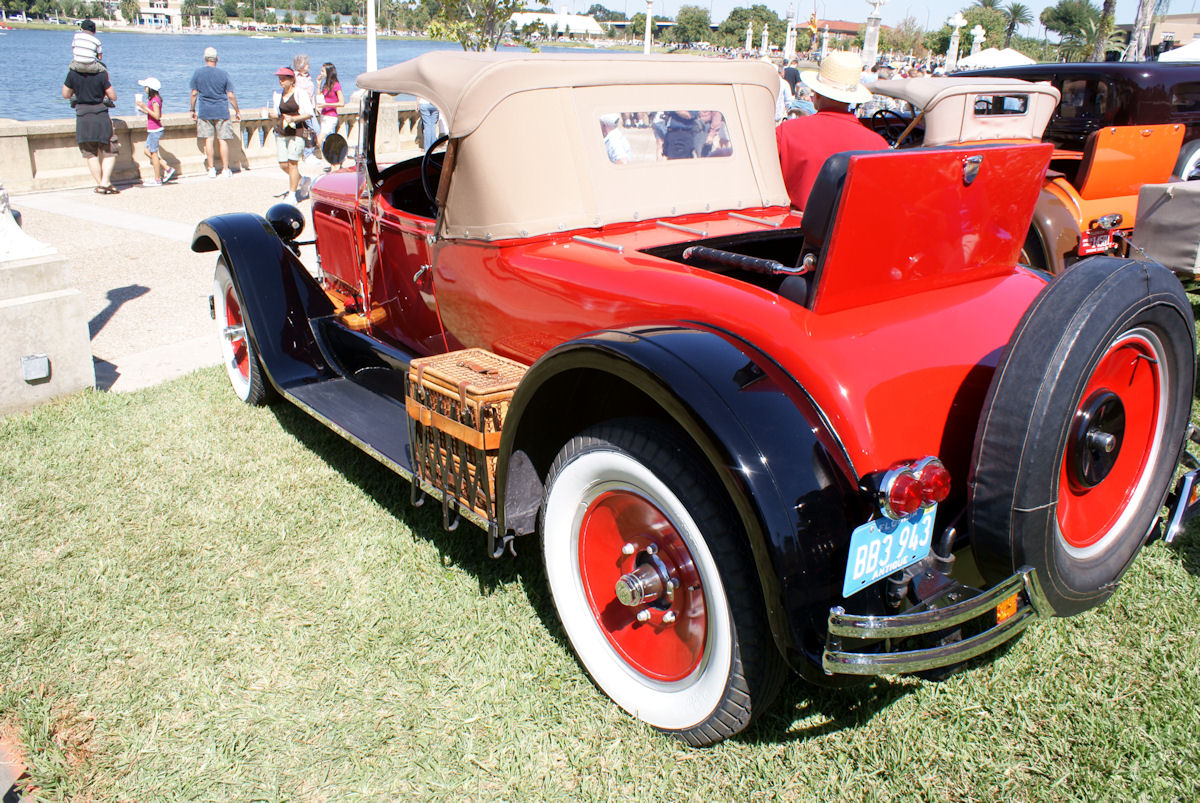
... mit Notsitz

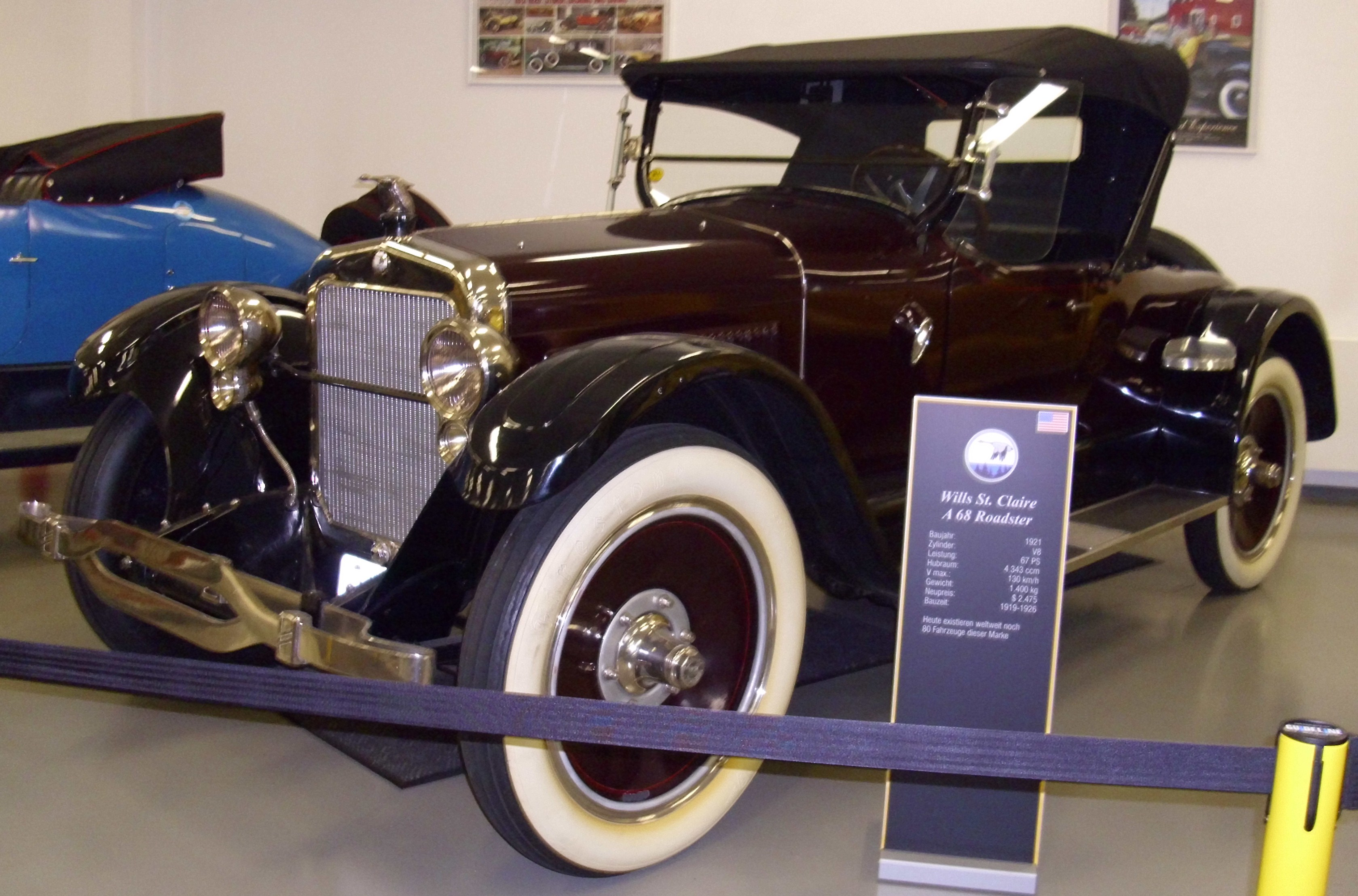
Wills Sainte Claire Model A-68 von 1921 in der Autosammlung Steim in Schramberg

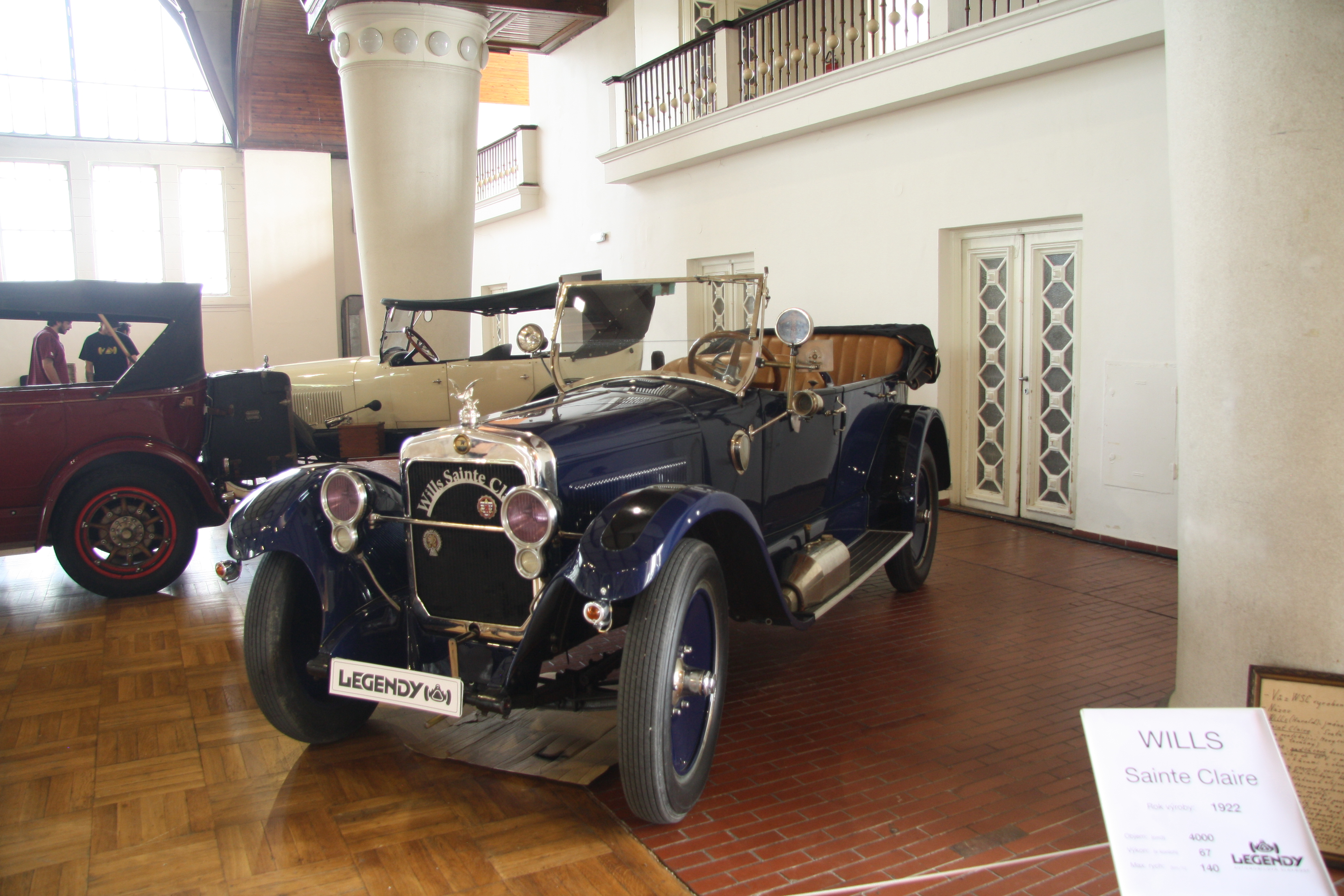
Wills Sainte Claire von 1922 als Tourenwagen

Wills Sainte Claire Motor Company, vorher C. H. Wills & Company, war ein US-amerikanischer Hersteller von Automobilen. Ab 1923 findet sich auch die Firmierung Wills Sainte Claire, Inc.

## Unternehmensgeschichte
C. Harold Wills verließ Mitte 1919 Ford mit einer Abfindung von 1,5 Millionen US-Dollar. Zusammen mit John R. Lee, der ebenfalls vorher für Ford tätig war, gründete er C. H. Wills & Company mit Sitz in Marysville, Michigan. 1921 begann die Produktion von Automobilen der Marke Wills Sainte Claire mit einer Graugans als Logo. Die Fahrzeuge waren teuer in der Herstellung, Wills galt als Perfektionist, sobald er meinte, eine Kleinigkeit an den Fahrzeugen verbessern zu können, wurde das Montageband angehalten. Dadurch entstanden nicht so viele Fahrzeuge wie geplant, die Produktion war daher nicht kostendeckend. Im Dezember 1922 kam es zu finanziellen Problemen, Lee und andere Personen aus der Geschäftsleitung verließen das Unternehmen.
1923 konnte Wills mit Hilfe einer Bank wieder die Rechte am Unternehmen erwerben. Eine Reorganisation führte zur Wills Sainte Claire Motor Company. Er setzte die Produktion fort, diese endete 1927 endgültig und das Unternehmen wurde liquidiert. In Marysville gibt es das Wills Sainte Claire Automobile Museum, es stellt etwa zehn Fahrzeuge dieses Unternehmens aus.

## Fahrzeuge

### Achtzylindermodelle
Die Fahrzeuge hatten einen V8-Motor. 82,55 mm Bohrung und 101,6 mm Hub ergaben 4350 cm³ Hubraum. Einige Teile bestanden aus Molybdän. Auffallend war die OHC-Ventilsteuerung für jede der beiden Zylinderbänke. Der Zylinderkopf war nicht abnehmbar. Die Leistung war anfangs mit 67 PS angegeben, ab 1926 nur noch mit 65 PS. Bis 1923 hatte das Fahrgestell 307 cm Radstand. In den beiden folgenden Jahren bestand die Wahl zwischen 307 cm und 323 cm Radstand. Danach war der längere Radstand Standard.
1922 gab es nur das Model A-68. Gelistet waren Tourenwagen mit fünf Sitzen, Roadster mit vier Sitzen, Coupé mit vier Sitzen, zwei verschiedene Limousinen mit sieben Sitzen und Town Car mit sieben Sitzen.
1923 war der Roadster nur noch zweisitzig. Ein zweisitziges Coupé und ein fünfsitziger Brougham kamen dazu.
1924 ergänzte das Model B-68 das Sortiment. Die Unterschiede zum Model A-68 sind nicht bekannt. Zur Wahl standen Tourenwagen mit fünf und sieben Sitzen, Roadster mit vier Sitzen, ein Gray Goose Special, Coupé mit vier Sitzen, Brougham mit fünf Sitzen, Limousinen mit fünf und sieben Sitzen, Imperial Limousine mit fünf Sitzen und Town Car.
1925 sind nur die Karosserien für das Model B-68 bekannt. Dies waren Roadster mit vier Sitzen, Gray Goose Traveler, Phaeton mit sieben Sitzen, Coupé mit vier Sitzen, Brougham mit vier Sitzen sowie Limousinen mit fünf und sieben Sitzen. Model A-68 und Model C-68 gab es auch. Nach Angaben des Museums wurde weder das Model C-68 noch ein geplantes Model D-68 produziert.
1926 stand nur das Model C-68 im Sortiment. Der Brougham war wieder fünfsitzig. Aus dem Gray Goose Traveler wurde der Traveler mit fünf Sitzen. Neu war eine Enclosed Drive Limousine mit sieben Sitzen.
1927 war das Modell nur noch auf Bestellung erhältlich.

### Sechszylindermodelle
Das einzige Angebot war das Model W-6. Es hatte einen Sechszylindermotor mit OHC-Ventilsteuerung. Er hatte 82,55 mm Bohrung, 139,7 mm Hub, 4486 cm³ Hubraum und 66 PS Leistung. Der Radstand betrug einheitlich 323 cm. Die Verkaufspreise lagen etwa 300 bis 400 Dollar unter den Preisen der Achtzylindermodelle.
1925 standen Phaeton mit sieben Sitzen, Gray Goose Traveler mit fünf Sitzen, Roadster mit vier Sitzen, Four Door Brougham mit fünf Sitzen, Cabriolet Roadster mit vier Sitzen, Limousinen mit fünf und sieben Sitzen und Enclosed Limousine mit sieben Sitzen zur Wahl. Das Leergewicht einer Limousine war mit etwa 1647 kg angegeben. Die Karosserien für Cabriolet Roadster fertigte die Philips Custom Body Company.
1926 änderte sich nichts.
1927 beschränkte sich das Karosserieangebot auf Roadster, Gray Goose Traveler, Cabriolet Roadster, Limousinen mit fünf und sieben Sitzen und Enclosed Drive Limousine.

## Modellübersicht
| Jahr | Modell                    | Zylinder | Leistung (PS) | Radstand (cm) | Aufbau |
| ---- | ------------------------- | -------- | ------------- | ------------- | --- |
| 1922 | Model A-68                | 8        | 67            | 307           | Tourenwagen 5-sitzig, Roadster 4-sitzig, Coupé 4-sitzig, Limousine 7-sitzig, Town Car 7-sitzig                                                                                            |
| 1923 | Model A-68                | 8        | 67            | 307           | Tourenwagen 5-sitzig, Roadster 2-sitzig, Coupé 2-sitzig und 4-sitzig, Brougham 5-sitzig, Limousine 7-sitzig, Town Car 7-sitzig                                                            |
| 1924 | Model A-68 und Model B-68 | 8        | 67            | 307 und 323   | Tourenwagen 5-sitzig und 7-sitzig, Roadster 4-sitzig, Gray Goose Special, Coupé 4-sitzig, Brougham 5-sitzig, Limousine 5-sitzig und 7-sitzig, Imperial Limousine 5-sitzig, Town Car       |
| 1925 | Model A-68                | 8        | 67            |               | |
| 1925 | Model B-68                | 8        | 67            | 307 und 323   | Roadster 4-sitzig, Gray Goose Traveler, Phaeton 7-sitzig, Coupé 4-sitzig, Brougham 4-sitzig, Limousine 5-sitzig und 7-sitzig                                                              |
| 1925 | Model C-68                | 8        | 67            |               | |
| 1925 | Model W-6                 | 6        | 66            | 323           | Phaeton 7-sitzig, Gray Goose Traveler 5-sitzig, Roadster 4-sitzig, Four Dore Brougham 5-sitzig, Cabriolet Roadster 4-sitzig, Limousine 5-sitzig und 7-sitzig, Enclosed Limousine 7-sitzig |
| 1926 | Model C-68                | 8        | 65            | 323           | Roadster 4-sitzig, Traveler 5-sitzig, Phaeton 7-sitzig, Coupé 4-sitzig, Brougham 5-sitzig, Limousine 5-sitzig und 4-sitzig                                                                |
| 1926 | Model W-6                 | 6        | 66            | 323           | Phaeton 7-sitzig, Gray Goose Traveler 5-sitzig, Roadster 4-sitzig, Four Dore Brougham 5-sitzig, Cabriolet Roadster 4-sitzig, Limousine 5-sitzig und 7-sitzig, Enclosed Limousine 7-sitzig |
| 1927 | Model W-6                 | 6        | 66            | 323           | Roadster, Gray Goose Traveler, Cabriolet Roadster, Limousine 5-sitzig und 7-sitzig, Enclosed Drive Limousine                                                                              |

## Produktionszahlen
1921 entstanden 1537 Fahrzeuge und im Folgejahr 2736. Das reorganisierte Unternehmen kam 1923 auf 1554 Fahrzeuge und in den Folgejahren auf 2020, 1796 und 1929 Fahrzeuge. 1927 entstanden nur noch 330 Fahrzeuge. In der Summe sind das 11.902 Fahrzeuge. Eine andere Quelle nennt 1532 für 1921 und 2840 für 1922, was in der Summe 4372 ist. Die Familie Wills gab Stückzahlen je Karosserieversion an, wonach in den beiden genannten Jahren insgesamt 4341 Fahrzeuge entstanden sein sollen. Das Museum gibt dagegen insgesamt 12.107 Fahrzeuge an. Davon existieren noch etwa 80.
| Jahr  | Produktionszahl |
| ----- | --------------- |
| 1921  | 1.537           |
| 1922  | 2.736           |
| 1923  | 1.554           |
| 1924  | 2.020           |
| 1925  | 1.796           |
| 1926  | 1.929           |
| 1927  | 330             |
| Summe | 11.902          |

Quelle: